# Pehr Jönsson Bratt af Höglunda
Pehr Jönsson Bratt af Höglunda, född omkring 1570, död 7 oktober 1639, introducerades tillsammans med sin bror på Riddarhuset som adliga ätten Bratt af Höglunda. Han deltog i Uppsala möte 1593 och finns med bland undertecknarna av mötets beslut.
Som godsägare var Bratt en mycket förmögen man och skötseln av dessa blev hans livsuppgift. Genom giftermålet med Ingeborg Amundsdotter, född omkring 1580, av adlig börd, kom Per Jönsson Bratt i besittning av Vik i Arvika socken och Berg. Dessutom hade han före äktenskapet gårdarna Rud, Norserud och Öna i Ny socken vilket utgjorde snart sagt alla frälse gods i Jösse härad. Han bosatte sig mot slutet av sitt liv på Vik där han dog. Bratt begravdes i Mikaelikyrkan, Arvika där ett epitafium av trä över honom uppsattes som idag är borta.
Ätten introducerades under nr 49 och utslocknade på svärdssidan 1984.